# Aphaenogaster cristata
Aphaenogaster cristata är en myrart som först beskrevs av Auguste-Henri Forel 1902.  Aphaenogaster cristata ingår i släktet Aphaenogaster och familjen myror. Inga underarter finns listade i Catalogue of Life.